# Ladrillo por tabla

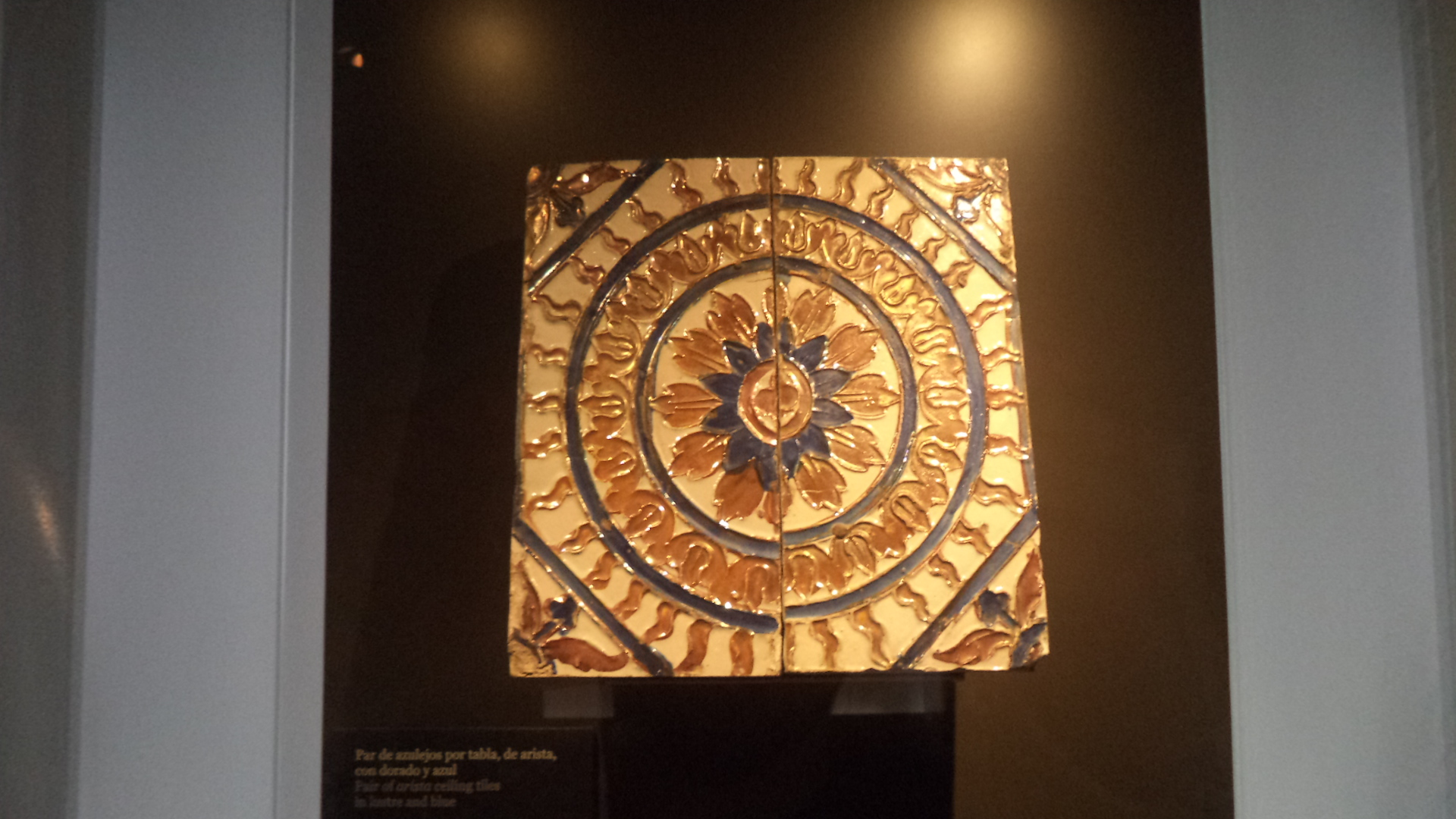
Ladrillo por tabla que forma parte de la colección del ceramófilo Vicente Carranza expuesta en el Alcázar de Sevilla

Se conoce como ladrillo por tabla o azulejo por tabla, a un tipo peculiar de azulejo que se utilizó principalmente durante el siglo XVI para la decoración de las techumbres. Solía tener una forma rectangular y tamaño doble del azulejo que se empleaba para las paredes. Son muy característicos los confeccionados en Triana (Sevilla) con la técnica de arista, según los describe el ceramófilo e historiador José Gestoso y Pérez en su obra Historia de los Barros vidriados sevillanos desde sus orígenes hasta nuestros días (1904). Este tipo de azulejo se conoce a veces como dos por tabla, pues suelen agruparse por parejas para sustituir la tabla que cubría las reticulas que se forman en las techumbres por la intersección de las vigas.